# Huidmaceratie

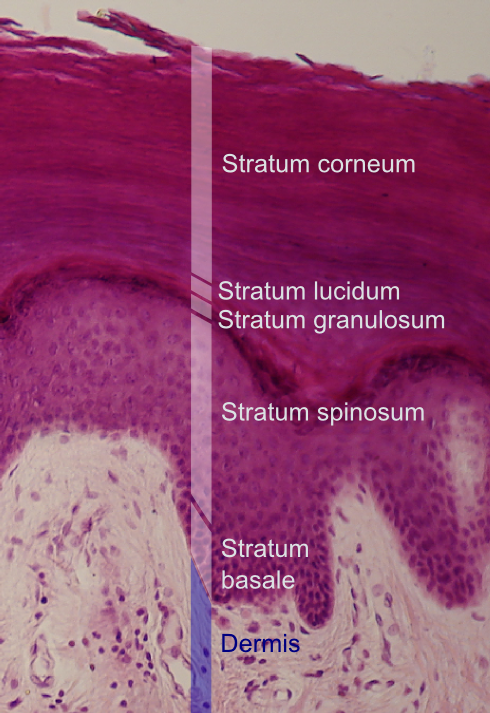
Epidermislagen

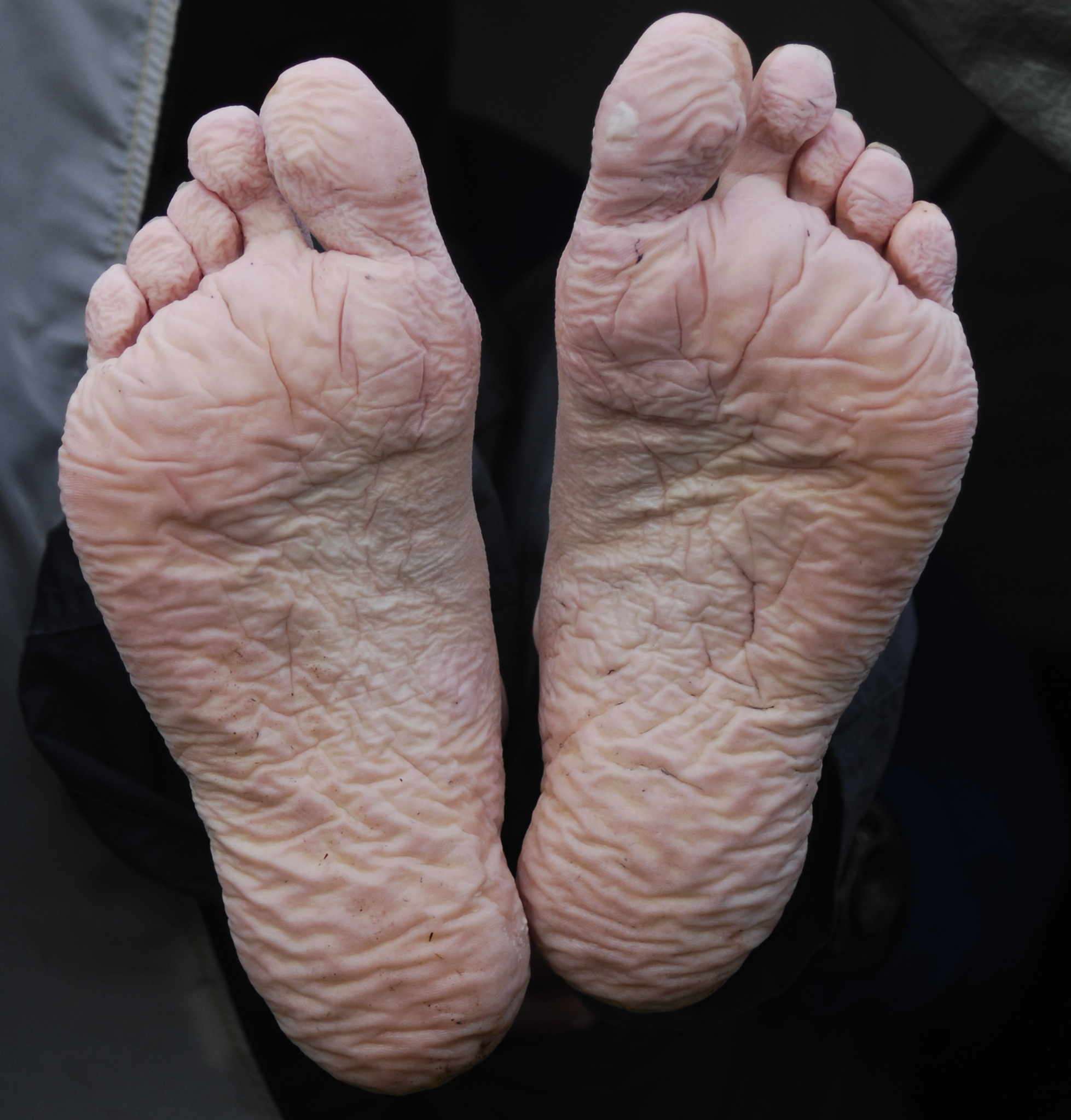
Milde vorm van loopgraafvoeten

Huidmaceratie of maceratio cutis is verweking van de huid als gevolg van langdurige blootstelling aan vocht, zoals vruchtwater, badwater, urine, dunne ontlasting, zweet, wondvocht, waardoor deze rimpelig wordt. Ook kan het ontstaan door het gebruik van verbandmiddelen of door het dragen van  niet-ademende plastic of latex rubberen handschoenen. Vooral als het verband voorkomt dat water van het huidoppervlak verdampt en daardoor nat wordt. Dit gebeurt omdat de huid onder het verband nat wordt door transpiratie, urine of andere lichaamsvloeistoffen of door contact met andere vloeistoffen. Het overtollige vocht wordt soms hyperhydratie genoemd.
Het ontstaat doordat de hoeveelheid water in de hoornlaag toeneemt, waardoor de corneocyten, de gedifferentieerde keratinocyten, gaan opzwellen en op den duur ook het vochtgehalte in de lederhuid hoger wordt en de hoornlaag wit wordt.
Huidmaceratie verstoort de talglaag, de intercellulaire lipide dubbellagen en de zonula occludens tussen de cellen in de hoornlaag (stratum corneum), waardoor een verhoogd waterverlies via de opperhuid en penetratie van de opperhuid door macromoleculen wordt geïnduceerd. Bovendien zijn ook uitbreiding van de intercellulaire ruimte en een verminderd aantal celuitsteeksels waargenomen in bepaalde cellagen van de opperhuid, namelijk het stratum basale en het stratum spinosum.
Hoewel de meeste maceraties snel verdwijnen zodra de huid wordt blootgesteld aan frisse lucht en mag drogen, is huid die lange periodes van maceratie ondergaat soms kwetsbaar voor schimmel- en bacteriële infecties. Omdat opportunistische organismen het gebied aantasten, kan het jeuken of een vieze geur ontwikkelen.
Het is voor het eerst beschreven door Jean-Martin Charcot in 1877.

## Maceratie als gevolg van een aandoening
Aandoeningen zoals obesitas, hyperhidrose, thyreotoxicose, diabetes en een obsessief-compulsieve stoornis kunnen bijdragen aan de maceratie. Bij obesitas houden diepe huidplooien vocht vast, terwijl hyperhidrose en hyperthyreoïdie overmatig zweten veroorzaken waardoor de huid constant vochtig blijft. Bij een obsessieve-compulsieve stoornis, waarbij de handen vaak worden gewassen of ontsmettingsmiddelen te vaak worden gebruikt, wordt de huid te vochtig.